# Új-Mexikó zászlaja
Új-Mexikó zászlaja színei megegyeznek Spanyolországéval. A Zia napszimbólumot egykor az ősi zia pueblo indiánok használták (zia nap). 1925-ben azzal a céllal fogadták el, hogy kiemeljék az állam indián és hispán gyökereit. Spanyolország két és fél évszázadig uralkodott a területen.
Az állam zászlaja az egyik legegyedibb az Egyesült Államokban, méltatták egyszerűségéért. Egyike a négy állami zászlónak az országban, amin nem szerepel kék (Alabama, Kalifornia és Maryland mellett) és az egyetlen, amiben nem fellelhető a fehér sem. A zászló ezek mellett egyike annak a két zászlónak (Oklahoma mellett), amiben szerepelnek indián motívumok.

## Korábbi zászlók
- Új-Spanyolország zászlaja
- Új-Mexikó 1912 és 1925 között használt zászlajának rekonstrukciója